# Rożnowo Nowogardzkie
Rożnowo Nowogardzkie – wieś w Polsce, położona w województwie zachodniopomorskim, w powiecie goleniowskim, w gminie Maszewo.
W latach 1945–54 istniała gmina Rożnowo Nowogardzkie. W latach 1975–1998 miejscowość administracyjnie należała do województwa szczecińskiego.
We wsi kamienny kościół z pocz. XV wieku z drewnianą wieżyczką o dzwonowym hełmie, dobudowaną w XIX w.